# Pristimantis mnionaetes
Pristimantis mnionaetes es una especie de anfibio anuro de la familia Craugastoridae.

## Distribución
Esta especie es endémica del departamento de Boyacá en Colombia. Habita en los municipios de Ramiriquí y Zetaquirá entre los 3060 y 3800 m de altitud en la Cordillera Oriental.

## Descripción
Los machos miden de 17.9 a 20.8 mm y las hembras de 30.1 a 33.5 mm.

## Publicación original
- Lynch, 1998 : A new frog (genus Eleutherodactylus) from cloud forests of southern Boyaca. Revista de la Academia Colombiana de Ciencias Exactas Físicas y Naturales, vol. 22, n.º 84, p. 429-432[5]